# Waffenstillstand von Compiègne (1918)

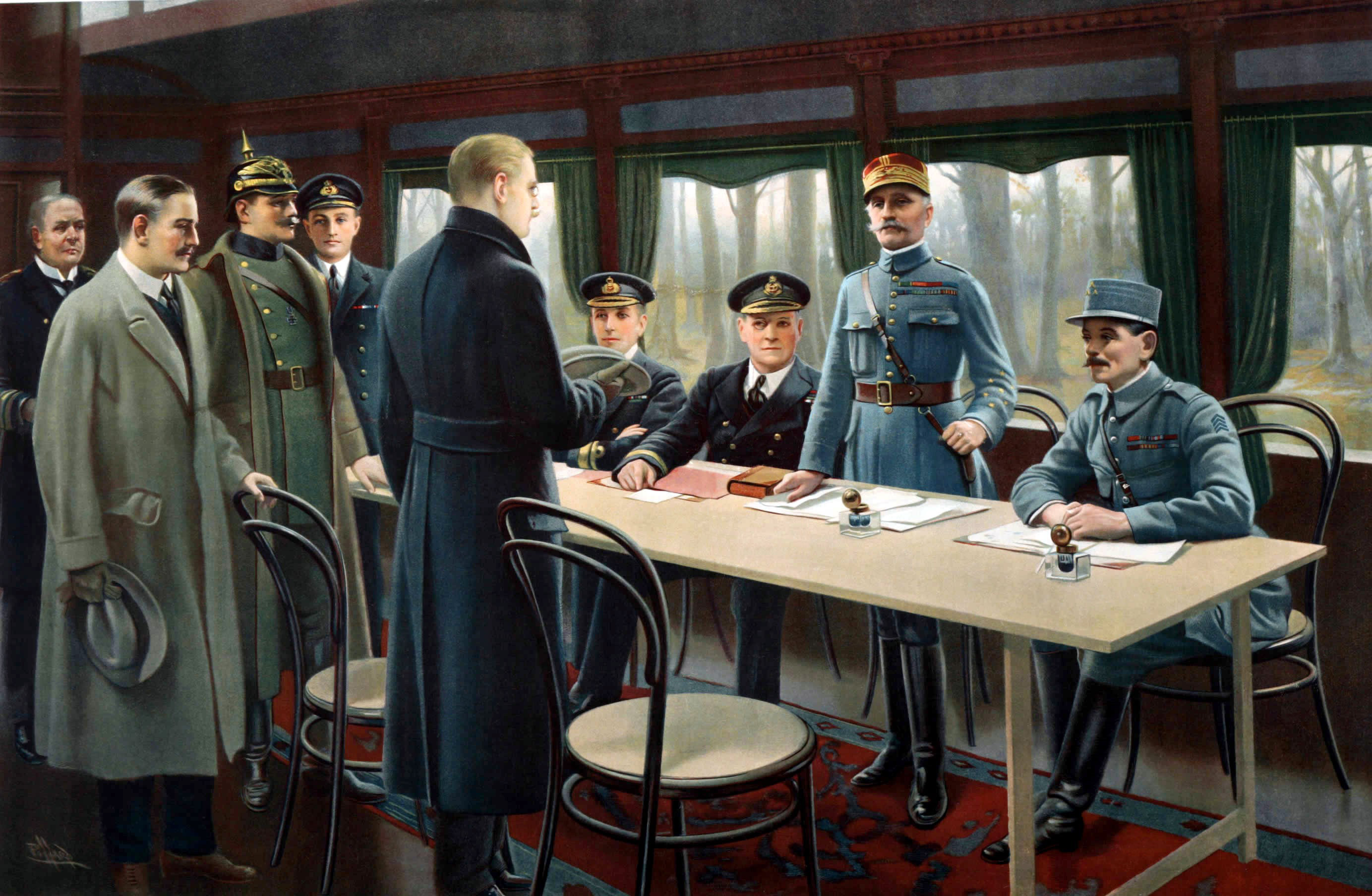
Die Unterzeichnung des Waffenstillstandsabkommens Gemälde von Maurice Pillard Verneuil. V. r.: Hinter dem Tisch die französischen Generäle Weygand und Marschall Foch (stehend) sowie die britischen Admiräle Wemyss und Hope; davor stehend der deutsche Delegationsleiter Erzberger, Generalmajor von Winterfeldt, von Oberndorff (Auswärtiges Amt); hinten die Kapitäne Jack Marriott (britisch) und Ernst Vanselow (ganz links)

Der erste Waffenstillstand von Compiègne (französisch Armistice de Rethondes) wurde am 11. November 1918 zwischen dem Deutschen Reich und den beiden Westmächten Frankreich und Großbritannien geschlossen und beendete die Kampfhandlungen im Ersten Weltkrieg.
Der Vertrag wurde in einem Eisenbahn-Salonwagen unterzeichnet, der östlich der nordfranzösischen Stadt Compiègne auf einer Waldlichtung stand.

## Politische Rahmenbedingungen
Mit dem Scheitern der Frühjahrsoffensive von 1918 wurde der deutschen Obersten Heeresleitung (OHL) klar, dass der Krieg militärisch nicht mehr zu gewinnen war. Ab dem Sommer zeichnete sich die Niederlage ab. Die Lage an der Westfront war durch das verstärkte Eingreifen US-amerikanischer Truppen aussichtslos geworden. Am 8. August 1918 begann eine erfolgreiche Gegenoffensive der Alliierten. Der Zusammenbruch Bulgariens Mitte September veranlasste das deutsche Oberkommando angesichts einer nunmehr unmittelbar bevorstehenden Katastrophe zu weiteren Schritten. Die deutsche Militärführung befürchtete den Zusammenbruch der Westfront und das Vordringen feindlicher Truppen auf das Reichsgebiet.
Am 29. September 1918 forderte Erich Ludendorff im Namen der OHL die Reichsregierung auf, Verhandlungen über einen Waffenstillstand mit dem US-Präsidenten Woodrow Wilson zu beginnen, dessen 14-Punkte-Programm vom Januar 1918 noch am ehesten Aussichten auf einen Verständigungsfrieden unter relativ günstigen Umständen versprach. Zu diesem Zweck wurde auch im Rahmen der Oktoberreform die demokratische Opposition von Sozialdemokraten, Zentrum und Fortschrittspartei in die neue Reichsregierung (Kabinett von Baden) unter Reichskanzler Prinz Max von Baden eingebunden.
Ende Oktober 1918 änderte Ludendorff plötzlich seine Meinung, erklärte die Bedingungen der Alliierten für unannehmbar und verlangte die Fortsetzung des Krieges, womit er seine Entlassung am 26. Oktober provozierte.

## Verlauf

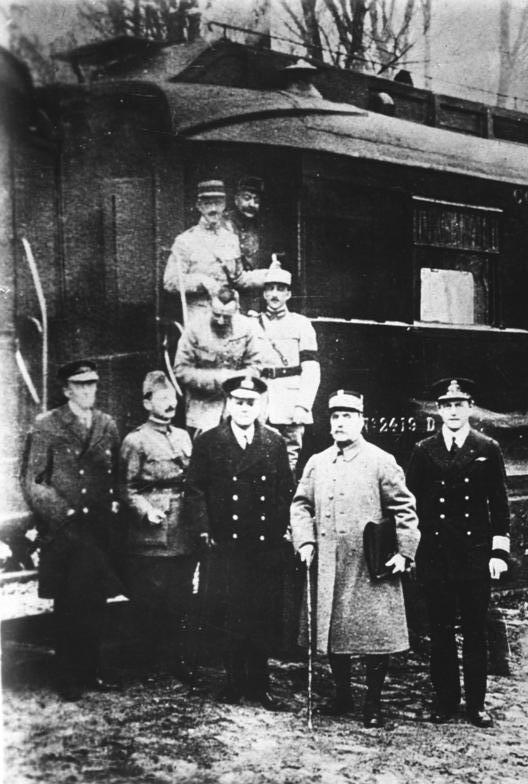
Delegation der Entente vor dem Salonwagen in Compiègne, zweiter von rechts der französische Delegationsleiter Marschall Foch

Ein Termin für ein Treffen kam erst nach einem wochenlangen Notenwechsel mit dem amerikanischen Außenminister Robert Lansing zustande. Nach einmonatiger Verspätung erhielt eine deutsche Delegation unter Staatssekretär Matthias Erzberger die Erlaubnis, nach Frankreich zu reisen. Als Ort wurde von französischer Seite ein Eisenbahnwaggon in einem Waldstück der Gemeinde Compiègne nahe dem kleinen Ort Rethondes ausgewählt, wo sich bis März 1918 der Sitz des Alliierten Oberkommandos befunden hatte. Der mittags am 6. November in Berlin zur Delegation berufene Erzberger wurde in Spa unmittelbar vor der dortigen Abfahrt am 7. November zum Leiter der Delegation ernannt. Am Abend überschritt die Delegation nahe La Capelle die Frontlinie (⊙) und erreichte am 8. November 1918 die Lichtung von Compiègne. Die ersten Gespräche fanden an diesem Tag um 10 Uhr statt.
Verhandlungen im eigentlichen Sinne gab es nicht. Den deutschen Vertretern wurde eine Frist von 72 Stunden gesetzt, und ihnen wurde nur der Dialog mit rangniederen Offizieren gestattet. Der alliierte Oberbefehlshaber Marschall Foch behielt es sich vor, den Kriegsgegner durch Abwesenheit zu demütigen. Am Tag nach dem Eintreffen der deutschen Delegation erreichte die Novemberrevolution Berlin, Kaiser Wilhelm II. musste abdanken, die Republik wurde ausgerufen und statt der Reichsregierung hatte nun ein aus Sozialisten gebildeter Rat der Volksbeauftragten das Sagen.
Erzberger und den anderen deutschen Delegierten erschienen die Waffenstillstandsbedingungen, die ihnen vorgeschlagen wurden, als sehr hart, doch die Delegation der Entente-Mächte ließ Einwendungen nicht zu. Erzberger suchte Rücksprache in Berlin und wurde angeblich vom neuen Reichskanzler Friedrich Ebert nach Rücksprache mit dem Chef der OHL, Hindenburg, angewiesen, den Waffenstillstand zu jedweden Bedingungen anzunehmen. Tatsächlich stammte das fragliche Telegramm von der OHL ohne Rücksprache mit Ebert, der sich erst nachträglich einverstanden erklärte. Gleichwohl trugen diese Vorgänge zur Dolchstoßlegende bei.
Der Vertrag wurde am 11. November zwischen 05:12 Uhr und 05:20 Uhr französischer Zeit unterzeichnet und trat um 11 Uhr französischer Zeit (12 Uhr deutscher Zeit) in Kraft.

## Maßgebliche Punkte des Vertrags

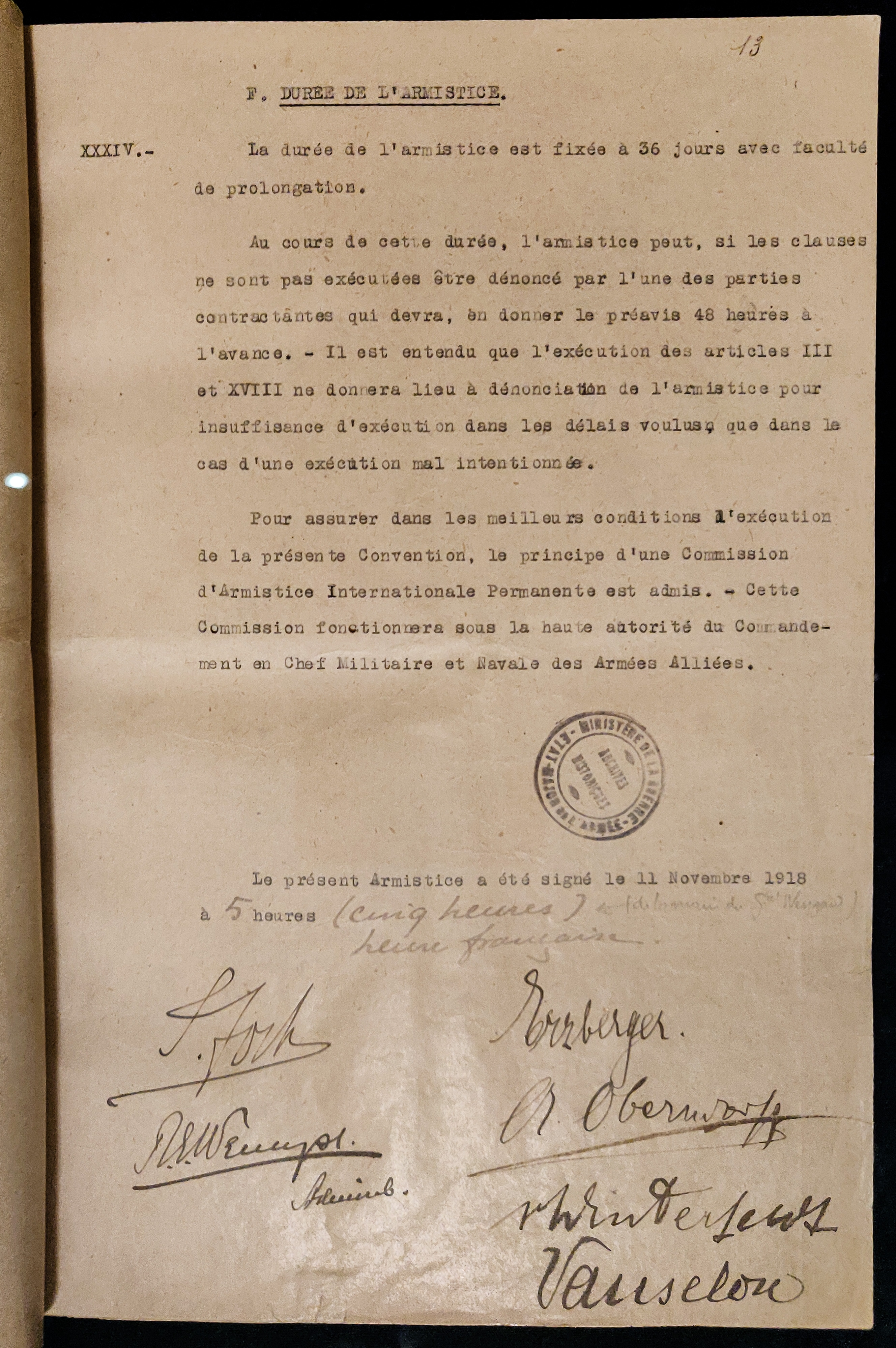
Letzte Seite des Waffenstillstandsdokuments

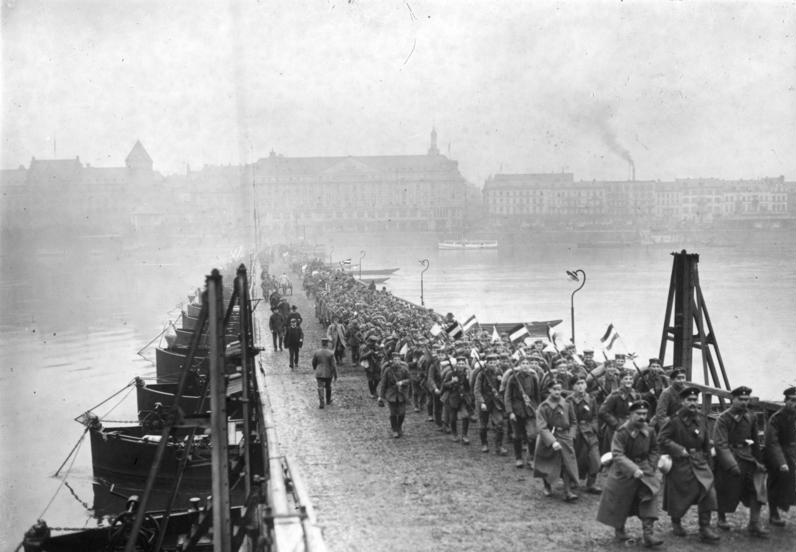
Rückkehr deutscher Fronttruppen nach dem Waffenstillstand: Infanterie überquert im November 1918 den Rhein in Koblenz über die Schiffbrücke. (Quelle: Bundesarchiv)

- Einstellung der Feindseligkeiten binnen sechs Stunden nach Vertragsunterzeichnung
- Rückzug aller deutschen Truppen aus sämtlichen besetzten Gebieten Belgiens, Frankreichs, Luxemburgs sowie aus dem Reichsland Elsaß-Lothringen binnen 15 Tagen
- Innerhalb der darauf folgenden 17 Tage
  - Besetzung der linksrheinischen Gebiete und von rechtsrheinischen Brückenköpfen um Mainz, Koblenz und Köln durch französische Truppen
  - Übergabe von 5.000 Geschützen, 25.000 Maschinengewehren, 3.000 Minenwerfern und 1.700 Flugzeugen an die Entente
- Stilllegung der deutschen Luftstreitkräfte
- Internierung aller modernen Schiffe der Kaiserlichen Marine
- die britische Seeblockade wurde nicht aufgehoben (um die Zustimmung zur Unterzeichnung der Pariser Vorortverträge im Juli 1919 zu erzwingen)
- Ablieferung von 5.000 Dampflokomotiven und 150.000 Eisenbahnwaggons
- Annullierung des Friedens von Brest-Litowsk mit Sowjetrussland
- Rückzug der deutschen Truppen aus den Gebieten Österreich-Ungarns, Rumäniens und der Türkei
- Rückzug der deutschen Truppen aus den vor dem Kriege zu Russland gehörigen Gebieten „erst dann“, wenn die Alliierten es „unter Berücksichtigung der inneren Lage dieser Gebiete“ wünschen
- Abzug der deutschen Truppen aus der Kolonie Deutsch-Ostafrika

Diese Maßnahmen nahmen dem Deutschen Reich die Möglichkeit, den Krieg fortzusetzen. Foch äußerte, jetzt sei Deutschland „den Siegern auf Gnade und Ungnade ausgeliefert“.
Die im Waffenstillstand vereinbarte Rückführung der rund 190 Divisionen des deutschen Westheeres wurde bis zum 17. Januar 1919 beendet.

## Unterzeichner
Entente:
- Marschall Ferdinand Foch für Frankreich, Generalissimus der alliierten Streitkräfte an der Westfront
- Admiral Sir Rosslyn Wemyss, Erster Seelord

sowie Admiral George Hope und Kapitän zur See Jack Marriott (1879–1938) für Großbritannien
Deutsches Reich:
- Staatssekretär Matthias Erzberger, Reichsregierung
- Graf Alfred von Oberndorff, Auswärtiges Amt
- General Detlof von Winterfeldt, Deutsches Reichsheer
- Kapitän zur See Ernst Vanselow, Kaiserliche Marine

## Verlängerungen und weitere Entwicklung

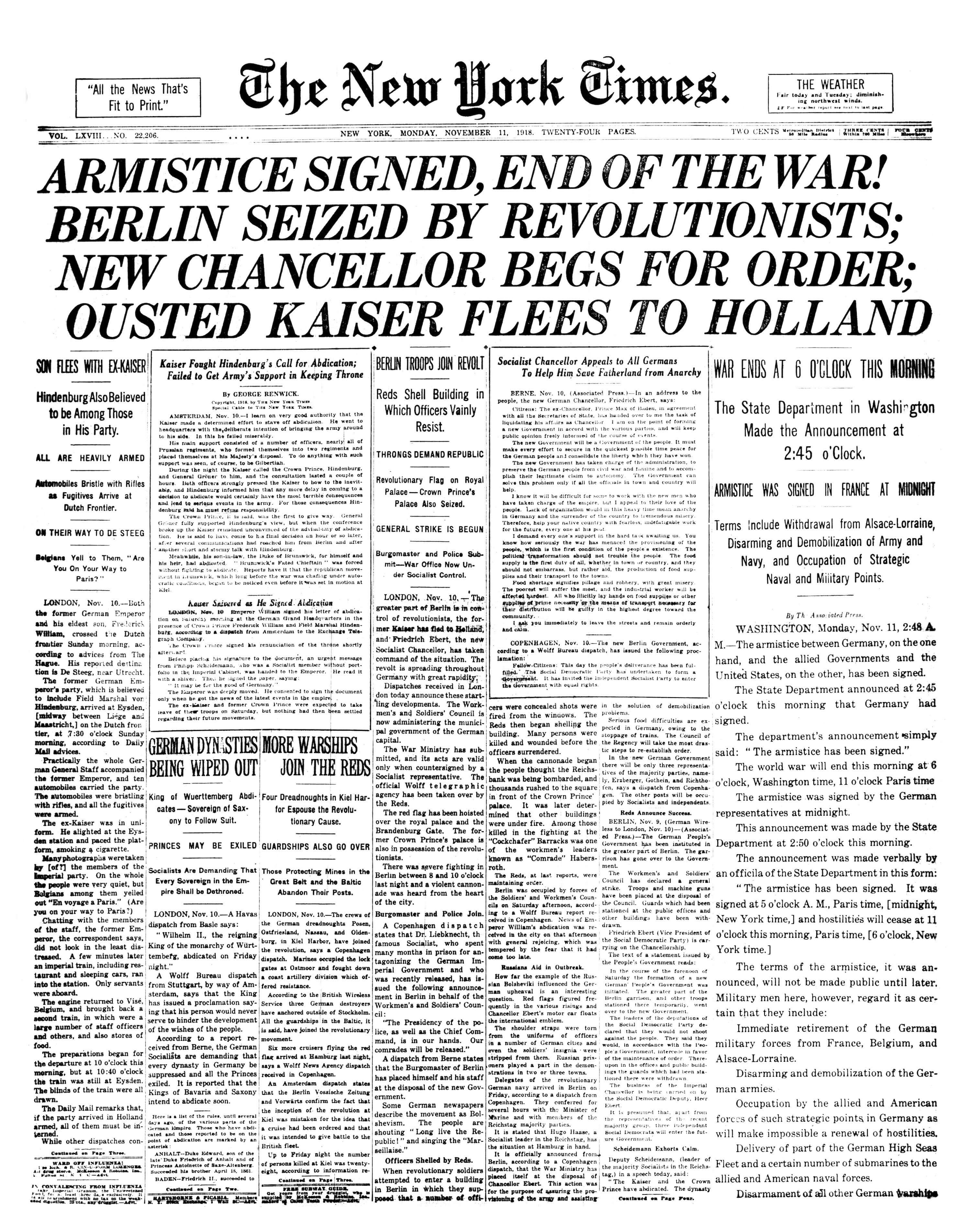
Titelseite der New York Times vom 11. November 1918

Der Waffenstillstand sollte zunächst für 36 Tage gelten, wurde aber schon am 12. Dezember 1918 verlängert. Insgesamt wurde er dreimal verlängert, wobei die ersten beiden Verlängerungen sowohl den Zeitraum „einen Monat“ als auch ein konkretes Ablaufdatum benannten:
- 13. Dezember 1918 in Trier: bis zum 17. Januar 1919;
- 16. Januar 1919 in Trier: bis zum 17. Februar 1919;
- 16. Februar 1919 in Trier: für einen „kurzen Zeitraum“, jedoch ohne konkretes Ablaufdatum (mit einer Kündigungsfrist von drei Tagen durch die Alliierten).

Erst der am 28. Juni 1919 unterzeichnete und am 10. Januar 1920 in Kraft getretene Friedensvertrag von Versailles beendete formal den Kriegszustand.

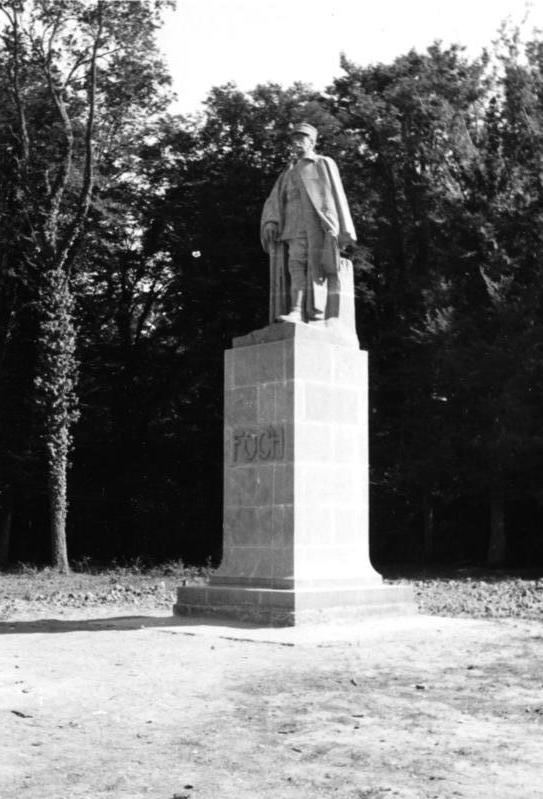
Foch-Denkmal im Wald von Compiègne
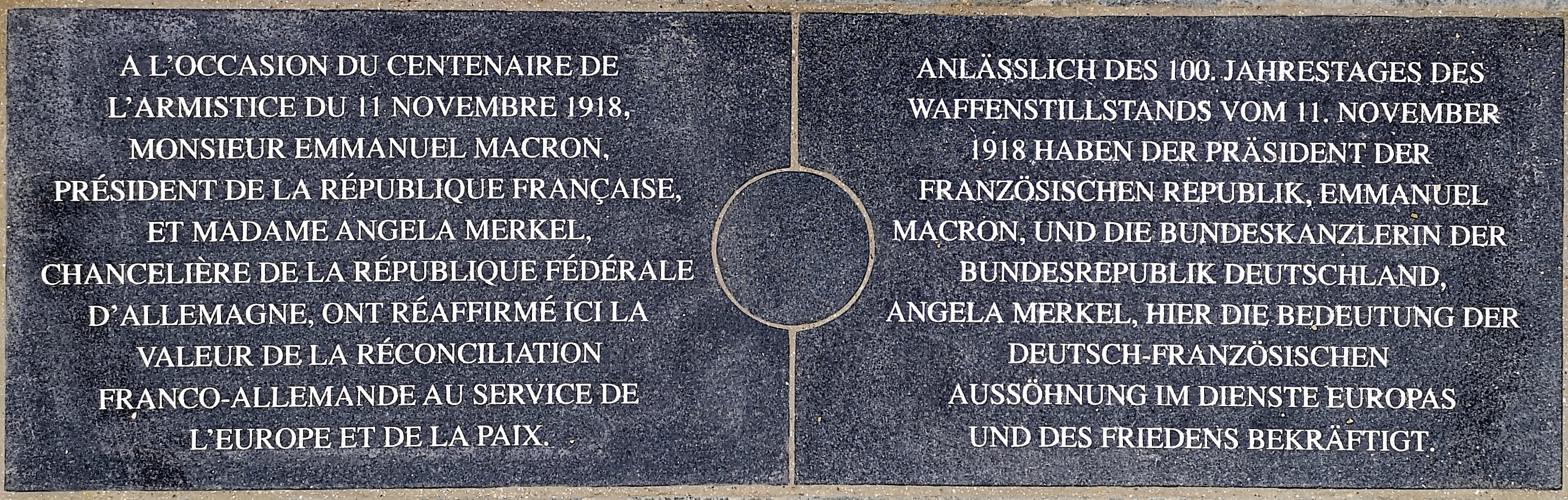
Gedenktafeln

## Reaktionen
Der Waffenstillstand rief unterschiedliche Reaktionen hervor. In Frankreich mischte sich die Freude darüber, dass die Leiden des Kriegs ein Ende hatten, mit dem Stolz über den Sieg zu einer gewaltigen Begeisterung, die die gesamte Nation einte. Feierlich erklärte Ministerpräsident Clemenceau am 11. November vor der Abgeordnetenkammer:

« Honneur à nos grands morts, qui ont faits cette victoire. […] Grâce à eux, la France, hier soldat de Dieu, aujourd'hui soldat de l'humanité, sera toujours soldat de l'idéal. »

„Ehre unseren großen Toten, die diesen Sieg errungen haben. […] Dank ihnen wird Frankreich, gestern ein Soldat Gottes, heute ein Soldat der Menschheit, immer ein Soldat des Ideals sein.“

In Deutschland, wo die politische Aufmerksamkeit auf die beinahe gleichzeitige Novemberrevolution fokussiert war, reagierte man verhaltener. Einerseits war man erschrocken, dass nun fremde Truppen Teile des eigenen Landes besetzten, andererseits hoffte man weiterhin auf einen gerechten „Wilson-Frieden“. Dass man mit den Bestimmungen des Waffenstillstands den Friedensbedingungen wehrlos ausgeliefert war, wurde nicht erkannt, weswegen der Theologe Ernst Troeltsch die Monate bis zur Bekanntgabe der Versailler Friedensbedingungen als „Traumland der Waffenstillstandszeit“ bezeichnete. Das deutsche Heer war zwar strategisch besiegt, aber keineswegs vernichtend geschlagen, und die Zivilbevölkerung hatte die militärische Niederlage nicht erlebt, sondern allenfalls die meuternden Soldaten, die von der extremen Linken unterstützt wurden. Auf Grundlage dieser Wahrnehmungen konnte sich der Mythos verbreiten, „kein Feind hätte [das deutsche Heer] überwunden“ (so Friedrich Ebert am 10. November bei der Begrüßung heimkehrender Truppen). Auf ihm baute bald darauf die Dolchstoßlegende auf, wonach die Revolutionäre, die in Wahrheit nur eine kleine Minderheit bildeten, das angeblich erfolgreiche Heer um den Sieg gebracht hätten.